# Susanne Schuster
Susanne Schuster   (Bietigheim-Bissingen, 9 de maig de 1963) és una nedadora alemanya, ja retirada, especialista en estil lliure, que va competir sota bandera de la República Federal Alemanya durant la dècada de 1980.
El 1984 va prendre part en els Jocs Olímpics d'Estiu de Los Angeles, on va disputar dues proves del programa de natació. Formant equip amb Iris Zscherpe, Christiane Pielke i Karin Seick guanyà la medalla de bronze en els 4x100 metres lliures, mentre en els 100 metres lliures fou setena.
En el seu palmarès també destaquen quatre medalles en el Campionat d'Europa de natació, dues de plata i dues de bronze, entre el 1981 i el 1987, així com els campionats nacionals dels 100 metres papallona de 1986 i 1987.